# Фрагедакис, Мэри
Мэ́ри (Мари́я) Фрагеда́кис (греч. Μαρία Φραγκεδάκη, англ. Mary Fragedakis; род. 22 апреля 1971, Торонто, Онтарио, Канада) — канадский политик, член городского совета Торонто. Бизнесвумен.

## Биография
Родилась 22 апреля 1971 года в Торонто (Онтарио, Канада) в греческой семье. Её мать родом с Крита (Греция). Имеет также греческое гражданство.
В 1996 году окончила Торонтский университет со степенью магистра наук в области политологии.
До начала политической деятельности занималась бизнесом.
В 2010—2018 годах — член городского совета Торонто .
На протяжении многих лет является волонтёром Королевского музея Онтарио.

### Признание геноцида понтийских греков
В 2016 году, благодаря инициативе и усилиям членов городского совета Торонто Димитриса Кариянниса и Мэри Фрагедакис, Торонто признал геноцид понтийских греков как исторический факт, объявив 19 мая Днём памяти жертв геноцида понтийских греков.